# 清久町

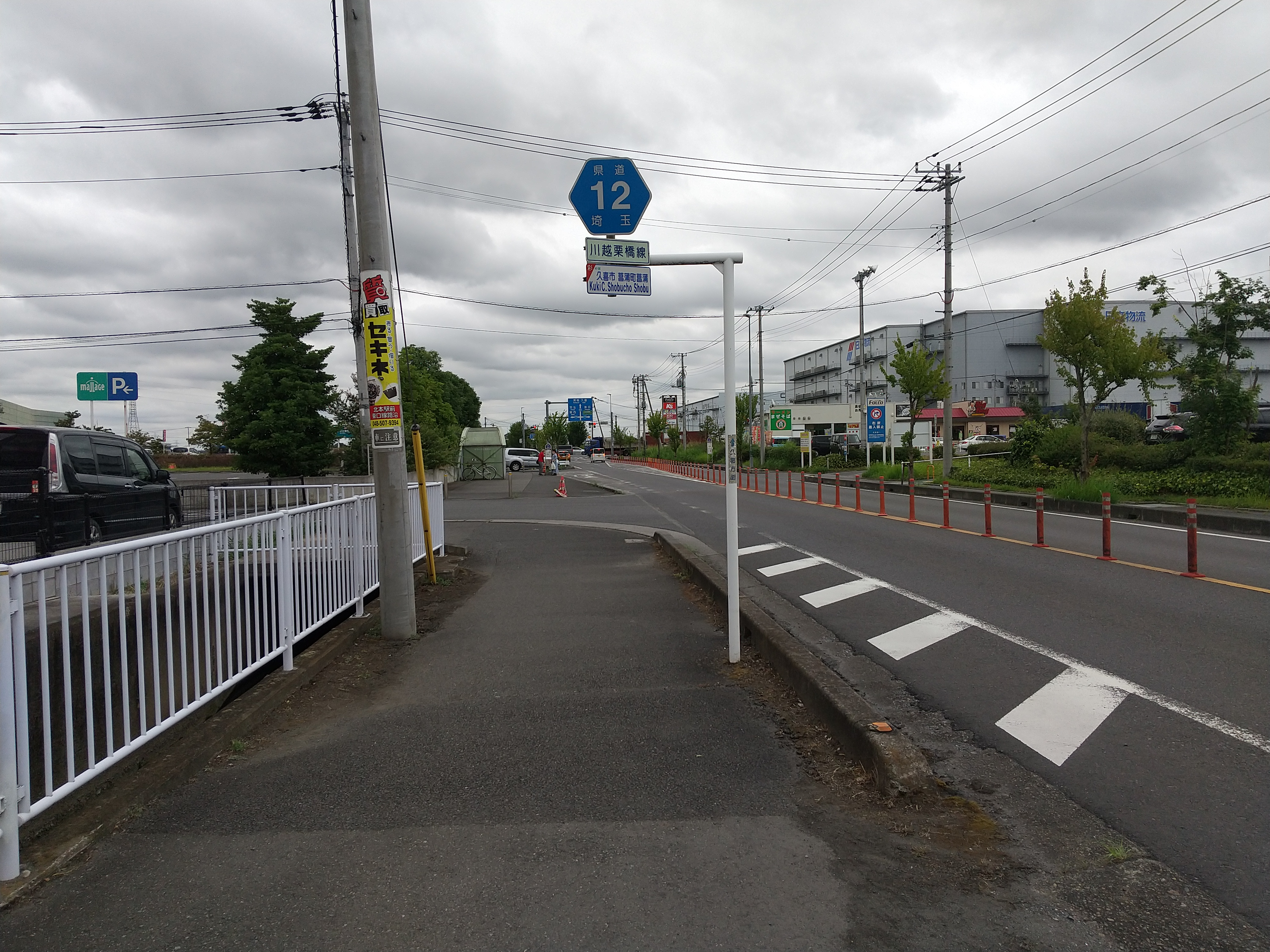
埼玉県道12号川越栗橋線

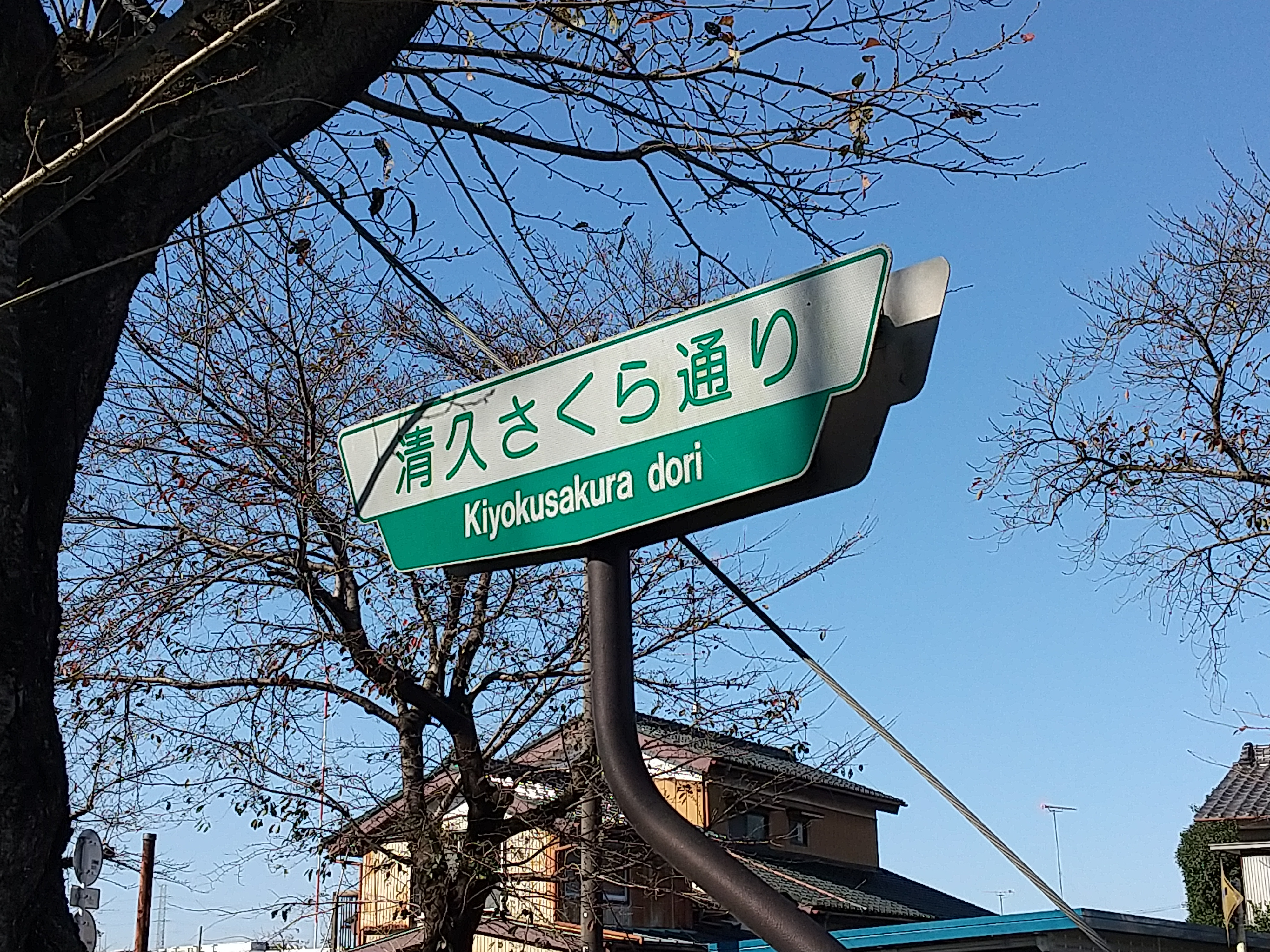
清久さくら通り

清久町（きよくちょう）は、埼玉県久喜市の町丁。現行行政地名は清久町のみで、丁目の設定はない。住居表示未実施地区。郵便番号は346-0035。

## 地理
埼玉県北東部、久喜市中央部（久喜地区〈旧久喜市〉西部）に位置する。南西側から北西側を経て北側にかけて北中曽根に、北側から北東側にかけて所久喜の飛地に、北東側で上清久の飛地および六万部に、北東側から南東側を経て南西側にかけて所久喜に、南西側で上清久の飛地・北中曽根の飛地・菖蒲町三箇に隣接する。北西縁を埼玉県道12号川越栗橋線が通る。清久工業団地が造成された後、周辺地区も土地区画整理事業によりネクストコア清久の名で工業団地として整備された。備前堀川および備前前堀川の河川敷となっている一部地域が市街化調整区域に指定されており、そのほかは市街化区域に指定されている。

### 河川
- 備前堀川
- 備前前堀川

## 歴史
- 1980年（昭和55年）4月1日：久喜市大字北中曽根・大字所久喜・大字六万部・大字上清久の各一部から清久町が成立[10][注釈 4]。
- 2010年（平成22年）3月23日：久喜市・南埼玉郡菖蒲町・北葛飾郡栗橋町・同鷲宮町が合併し、新たな久喜市が発足[11]。同市の町丁となる。
- 2013年（平成25年）11月16日：前日に清久工業団地周辺土地区画整理事業の換地処分が公告された[12]ことに伴い、施行区域で町名地番変更が行われ[13]、六万部・北中曽根・所久喜・上清久の各一部が清久町に編入される[14]。

## 世帯数と人口
2023年（令和5年）9月1日時点の世帯数と人口は、以下のとおりである。
| 町丁   | 世帯数 | 人口 |
| ------ | ------ | ---- |
| 清久町 | 0世帯  | 0人  |

## 小・中学校の学区
市立小・中学校に通う場合の学区（校区）は示されていない。

## 交通

### 鉄道
地内に鉄道路線は通っていない。最寄り駅は地点によって異なり、東日本旅客鉄道（JR東日本）宇都宮線・東武伊勢崎線の久喜駅、東武伊勢崎線の鷲宮駅、同花崎駅のいずれかである。

### 路線バス
朝日自動車菖蒲営業所により、埼玉県道12号川越栗橋線を通る路線バスが運行されている。
- KU01：久喜駅西口 - 橋戸 - 新久喜総合病院前 - 上早見 - 川妻 - モラージュ菖蒲前 - 菖蒲仲橋
- KU02：久喜駅西口 - 橋戸 - 新久喜総合病院（玄関） - 新久喜総合病院前 - 上早見 - 川妻 - モラージュ菖蒲前 - 菖蒲仲橋
- KU03：久喜駅西口 - 橋戸 - 久喜上町 - 上早見 - 川妻 - モラージュ菖蒲前 - 菖蒲仲橋

また、大和観光自動車により、北中曽根三箇線（清久さくら通り）と清久大池通りを通る路線バスが運行されている。
- 2-1：久喜駅西口 - 本町6丁目 - 北陽高校入口 - アリオ鷲宮前 - 東京理科大学 - 清久工業団地 - 資生堂前 - 向野 - ウェルディングアロイズ - 管理センター
- 2-2：久喜駅西口 - 本町6丁目 - 北陽高校入口 - アリオ鷲宮前 - 東京理科大学 - 清久工業団地 - 資生堂前 - 向野
- 2-3：久喜駅西口 - 本町6丁目 - 北陽高校入口 - アリオ鷲宮前 - 東京理科大学 - 清久工業団地 - 資生堂前
- 2-4：久喜駅西口 - 本町6丁目 - 北陽高校入口 - アリオ鷲宮前 - 東京理科大学 - 清久工業団地 - 資生堂前 - 清久工業団地東

### 道路
地内に国道は通っていない。
- 埼玉県道12号川越栗橋線
- 北中曽根三箇線（清久さくら通り）
- 清久大池通り

## 施設
- 清久公園（近隣公園）
- 清久西池
- 清久町2号緑地
- 久喜市勤労福祉センター
- 清久大池
- 清久町3号緑地
- 清久町4号緑地
- 久喜市北中曽根地区農業集落排水処理施設
- 北中曽根公園
- 小河原井公園